# Ін-у Ченмін-хан
Ін-у Ченмін-хан (*д/н — 867) — 4-й володар Киргизького каганату в 847—867 році.

## Життєпис
Відомостей про нього обмаль. 847 року повалив кагана Хюн-у Ченмін-хана. Отримав від танського імператора Сюань-цзуна титул Ін-у Ченмін-хан.
Був вірним союзником імперії Тан. Також зберігав союз з Караханідською і Саманідською державами.
Здійснив низку успішних походів проти племен шивей. В західному напрямку наприкінці панування встановив зверхність над Турфанським ідикутством, дійшовши до кордонів Хотану, разом з тим розширив владу на Жетису.
Помер Ін-у Ченмін-хан близько 867 року. Про його наступника обмаль відомостей (навіть ім'я невідоме), але після 880 року починається розпад каганату внаслідок повстання плем'яного союзу зубу, яке у 890-х роках підтримали кидані.